# Беренс, Йохан Дидрик
Йохан Дидрик Беренс (норв. Johan Diederich Behrens ; 26 февраля 1820, Берген – 29 января 1890, Кристиания) – норвежский композитор и дирижёр, издатель.

## Биография
В молодости начал изучать богословие в Кристиании, но бросил учёбу, чтобы посвятить себя музыке. Был самоучкой, но позже брал частные уроки у Фридриха Августа Райсигера. В 1840-х годах организовал популярный мужской вокальный квартет, который стал основой мужского хора из 12 человек. 
Сменил  Хальвдана  Хьерульфа на посту дирижёра Норвежского студенческого хорового общества (Studentersangforeningen) и оставался в этой должности 40 лет. В 1847 году основал ещё  одно хоровое общество (Handelsstandens Sangforening) и руководил им в течение 40 лет. В 1875 году основал элитный хор Johaniterne.
Будучи издателем опубликовал в общей сложности 41 сборник, содержащий более 700 произведений для мужских хоров. Некоторые из них написаны им самим. Многие популярные песни появились здесь впервые, например, сегодняшний национальный гимн Норвегии «Ja, vi elsker dette lands».
Автор учебников по музыке.

## Награды
- Кавалер ордена Святого Олафа (1869)
- медаль